# Luna di miele

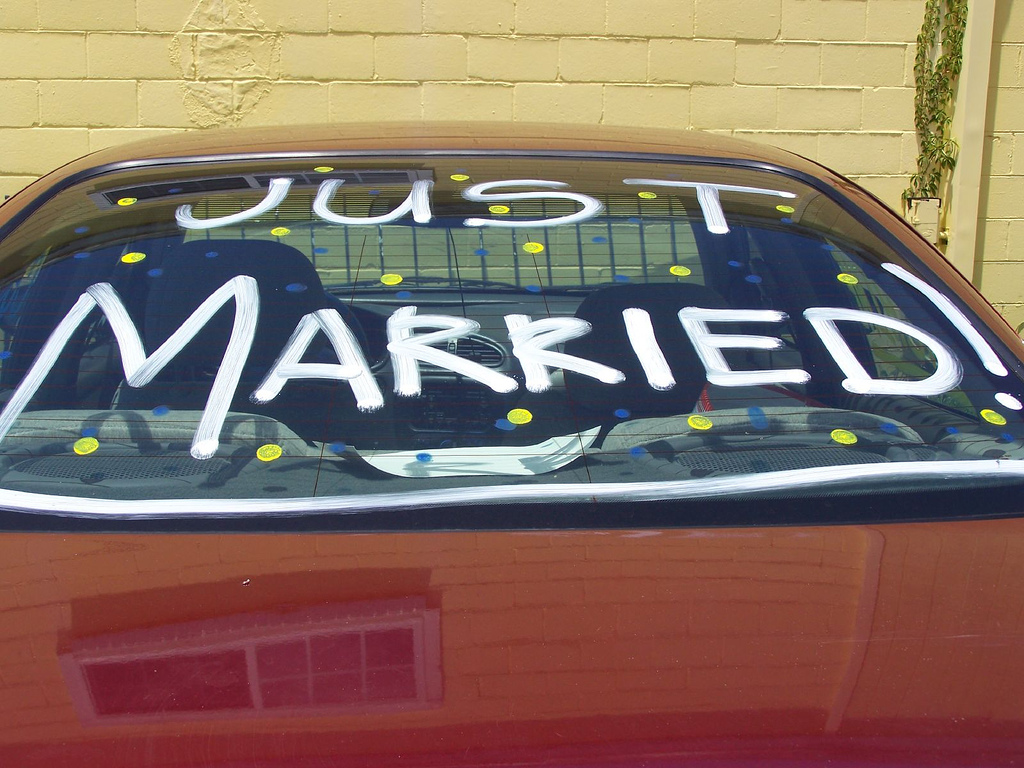
Un'auto con la scritta Just married ("appena sposati" in inglese) sul lunotto

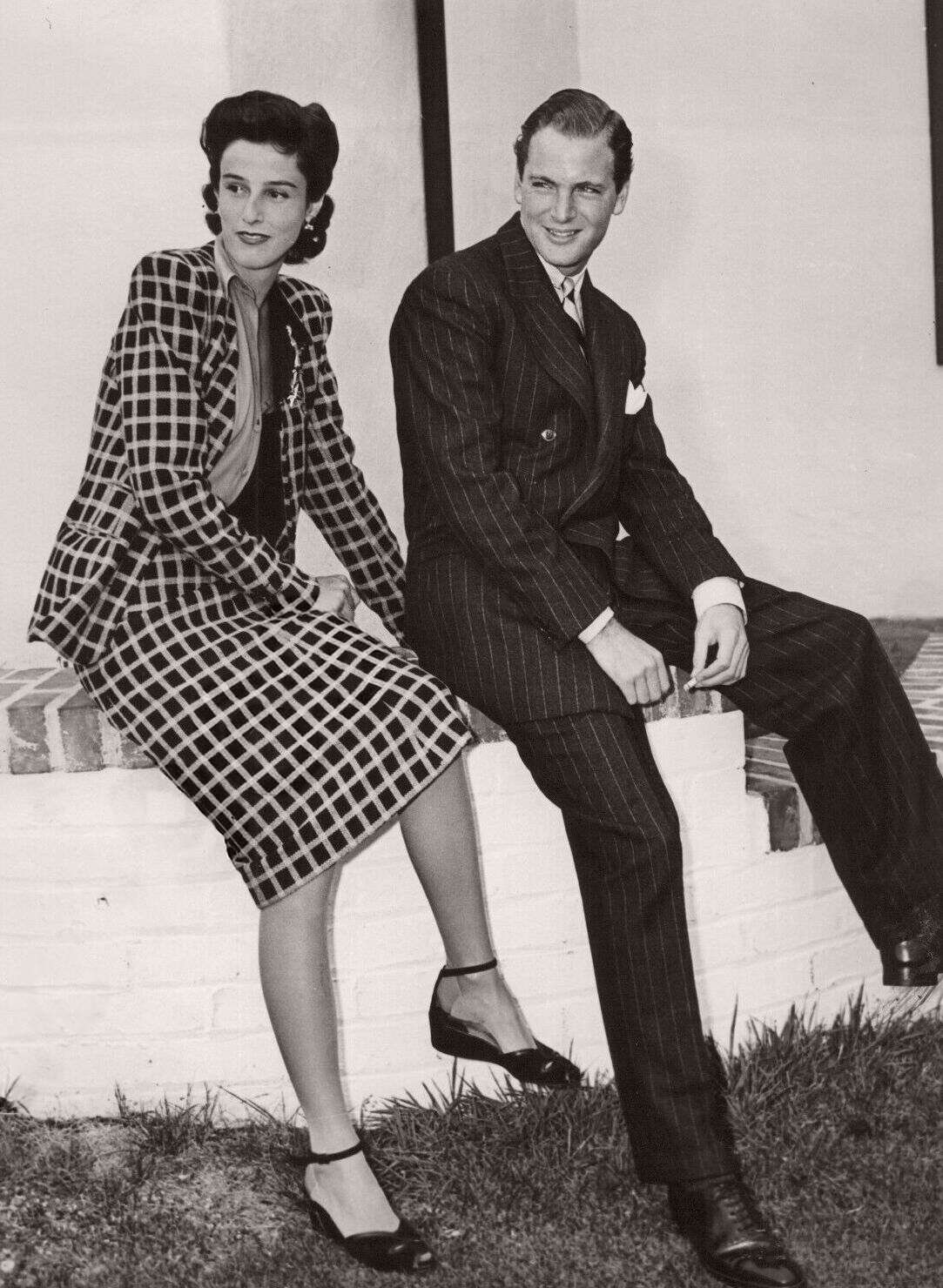
Barbara Cushing e Stanley Grafton Mortimer Jr. durante la loro luna di miele nel 1940

La luna di miele o viaggio di nozze è un viaggio fatto da una coppia appena sposata per celebrare il proprio matrimonio.

## Origine del nome
L'origine del nome fa riferimento al primo mese di matrimonio ("luna") e alla bevanda prevalentemente usata per celebrare un matrimonio, una birra al miele.
Una teoria del XIX secolo sosteneva che la parola alludesse all'usanza dell'ordine superiore dei Teutoni di bere l'idromele (una bevanda alcolica a base di miele ottenuta per fermentazione), Mead o Metheglin, una bevanda a base di miele, per trenta giorni dopo ogni matrimonio,   ma la teoria è stata contestata.
Nell'antica tradizione del Nord (cultura norrena) era usanza, dopo aver ufficialmente celebrato il matrimonio, che gli sposi trascorressero da soli il primo mese, consumando idromele ogni giorno.
Alcuni testi (es. "The Oxford Dictionary") considerano il "miele" un riferimento alla dolcezza del primo periodo successivo al matrimonio, sottolineando il fatto che l'espressione lascia intendere che solo la prima "luna" sarà di "miele", ovvero che la felicità iniziale è comunque destinata a diminuire presto.
Altre ipotesi si basano su consuetudini antiche. Una di esse fa risalire l'espressione addirittura ai tempi di Babilonia: in tale periodo era uso regalare alle coppie di sposi una quantità di idromele sufficiente per un mese. Si pensava che tale bevanda garantisse fertilità. Nonostante l'origine babilonese non sia sicura, l'abitudine di regalare idromele o simili bevande agli sposini era comune nell'antica Roma e nel medioevo. Una origine tanto antica dell'espressione "luna di miele" ben si concilierebbe con la presenza di tale espressione in molte altre lingue, come francese (Lune de miel), spagnolo (Luna de miel) ed inglese (honeymoon). In gallese (mis mêl) ed arabo (shahr el 'assal) si usano espressioni che tradotte letteralmente significano "mese di miele", che ha lo stesso significato.
Un'altra ipotesi sull'origine della dicitura Luna di miele fa riferimento al medioevo. Quando una famiglia cedeva in matrimonio una donna all'uomo, essa portava con sé del miele (considerato costoso e simbolo di ricchezza).
Potrebbe esserci una spiegazione correlata agli Esbat, rituali legati alle fasi lunari, nello specifico con quello della "Luna del miele" la cui descrizione parla di un "momento ricco nella natura, dedicato ai cambiamenti in positivo e che invita a prenderci le nostre responsabilità" e che secondo i dettami della religione neopagana WICCA potrebbe presumibilmente essere il periodo più propizio per eseguire un rito come il matrimonio.
Tuttavia, se si pensa al viaggio di nozze come a un momento di pausa successivo allo stress post nuziale, è interessante scoprire che già nelle sacre scritture si afferma che a un novello sposo non dovrebbe essere assegnato alcun compito gravoso poiché il suo dovere principale è rendere felice la moglie. Si veda per questo il capitolo 24 del libro del Deuteronomio, in particolare al versetto 5 si legge: “Nel caso che un uomo prenda una nuova moglie, non deve andare alle armi, né gli si deve imporre alcun'altra cosa. Deve rimanere esente nella sua casa per un anno, e deve far rallegrare la moglie che ha preso."

## Storia
Nel senso odierno del termine, la luna di miele si diffonde durante la Belle Époque, precisandosi come primo esempio di turismo di massa.
Secondo alcune fonti, la luna di miele sarebbe un retaggio del matrimonio per ratto, basato sulla pratica del marito di nascondersi con la moglie per evitare ritorsioni da parte dei parenti di lei, con l'intenzione che la donna rimanesse incinta entro la fine del mese.